# Eisley
Eisley är en indiepopgrupp från Texas, USA, bildad 1997. Den består av fyra syskon, Stacy, Sherri, Weston och Chauntelle DuPree, och deras kusin, Garron DuPree.

## Medlemmar
Nuvarande medlemmar
- Sherri DuPree-Bemis - gitarr, sång
- Stacy DuPree King - keyboard, sång
- Chauntelle DuPree D'Agostino - gitarr
- Garron DuPree - bas
- Weston DuPree - trummor

Tidigare medlemmar
- Jonathan Wilson - bas

## Diskografi

### Album
- 2005 – Room Noises
- 2007 – Combinations
- 2011 – The Valley
- 2013 – Currents

### EP:s
- 2003 – Laughing City
- 2003 – Marvelous Things
- 2005 – Telescope Eyes
- 2005 – Head Against the Sky
- 2006 – Final Noise
- 2007 – Like the Actors
- 2009 – Fire Kite
- 2012 – Deep Space